# Anopheles oedjalikalah
Anopheles oedjalikalah är en tvåvingeart som beskrevs av Nainggolan 1939. Anopheles oedjalikalah ingår i släktet Anopheles och familjen stickmyggor. Inga underarter finns listade i Catalogue of Life.